# Evangelistas

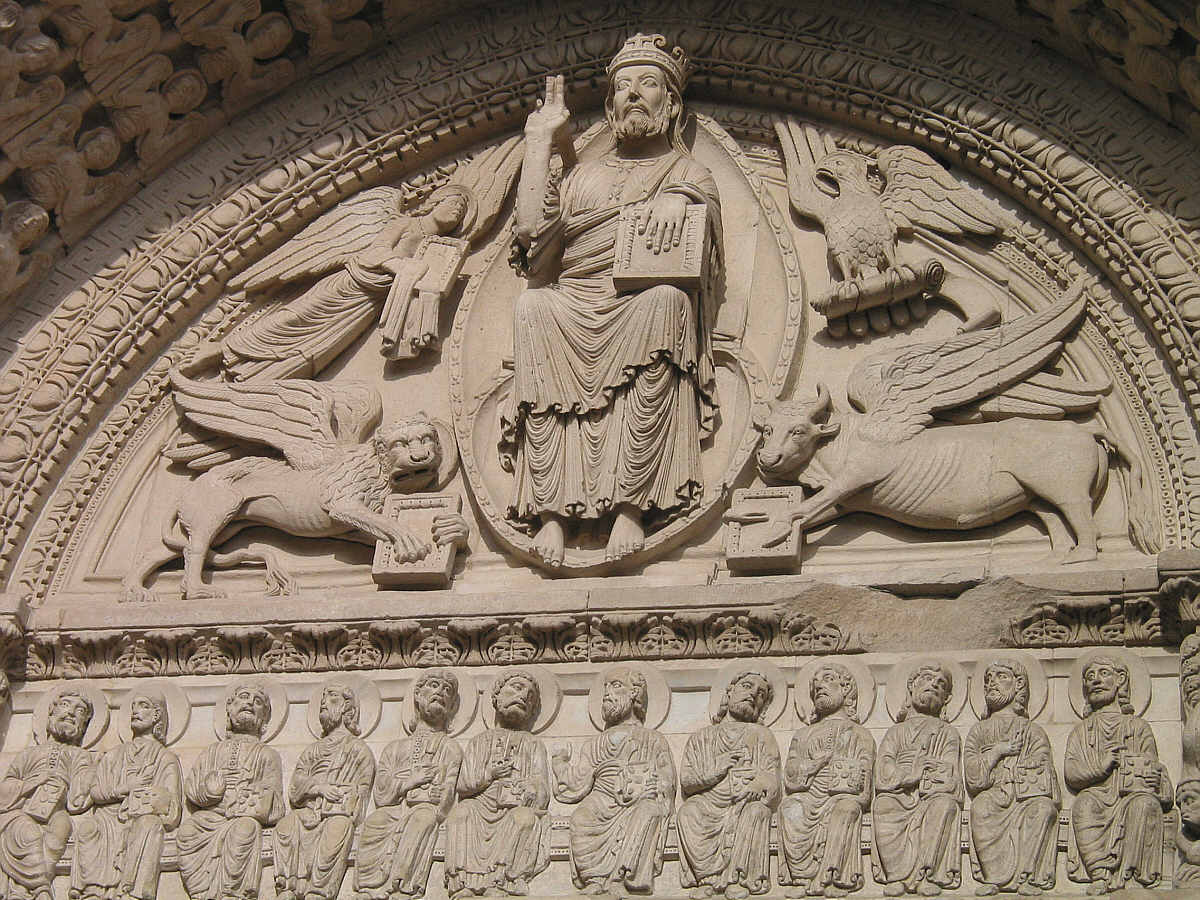
Los símbolos de los Evangelistas rodeando al Cristo en Majestad sobre el Tímpano de la Iglesia de San Trófimo.

Los evangelistas son los autores respectivos de los evangelios canónicos; esto es, Mateo, Marcos, Lucas y Juan.

## Representaciones

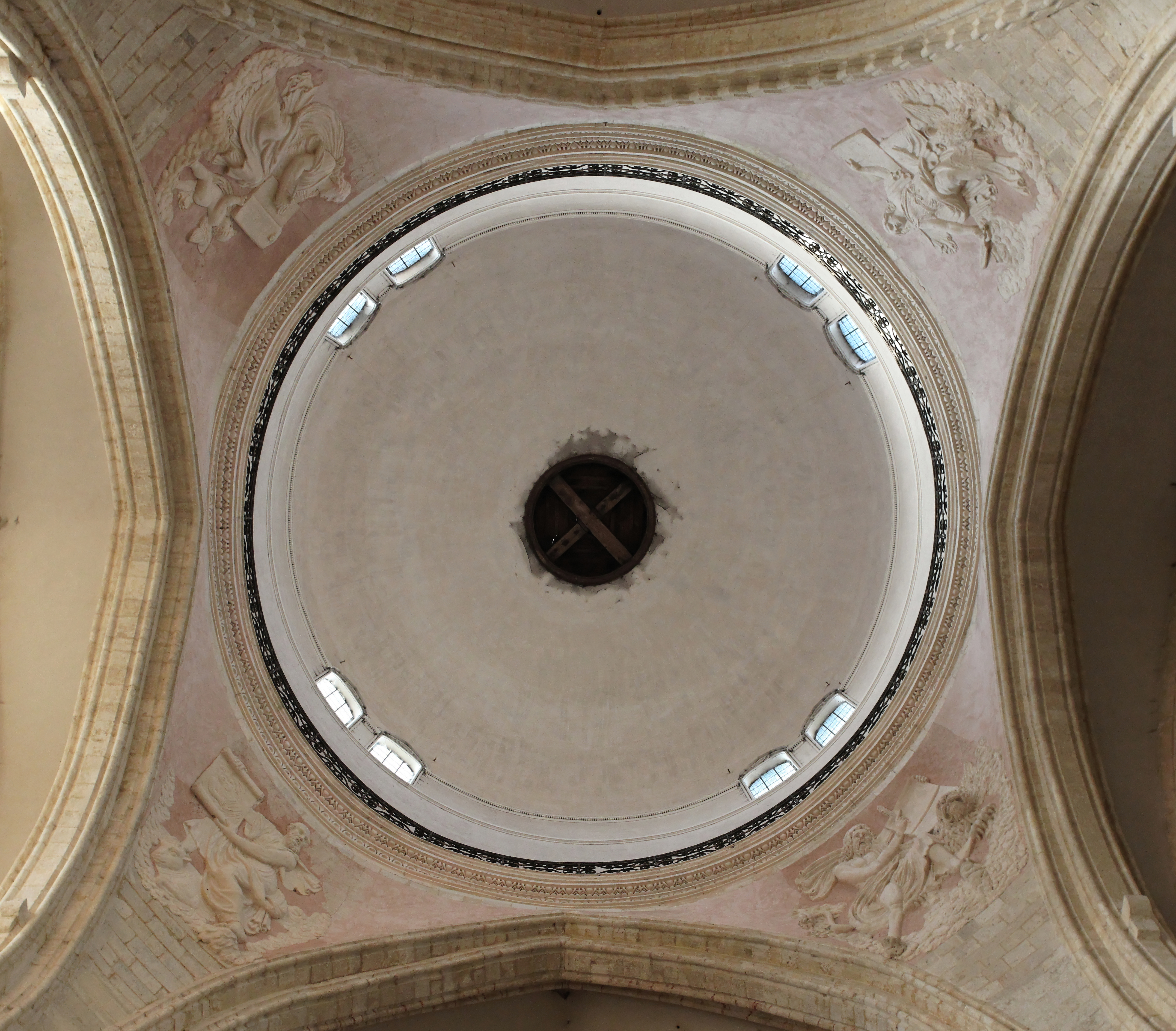
Representación en bajorrelieve de los Cuatro Evangelistas en las pechinas de la cúpula de la Iglesia colegial de Saint-Quiriace de Provins.

Los cuatro evangelistas son representados con formas alegóricas de tetramorfos:
- El hombre o un ángel se asocia a Mateo, ya que su Evangelio comienza haciendo un repaso a la genealogía de Cristo, el Hijo del Hombre.
- El león se identifica con Marcos, porque su Evangelio comienza hablando de Juan el Bautista, «Voz que clama en el desierto», dicha voz sería como la del león.
- El toro se relaciona a Lucas, ya que su Evangelio comienza hablando del sacrificio que hizo Zacarías, padre de Juan el Bautista, a Dios.
- El águila simboliza la figura de Juan.[4][5] El águila se considera el «pájaro solar», imagen del fuego, de la altitud, de la profundidad y de la luz; es el ave que posee una vista penetrante, comparable al «ojo que todo lo ve», capaz de elevarse por encima de las nubes y de mirar fijamente el sol, por lo que simboliza todo estado trascendente, la potencia más elevada, la contemplación, el genio y el heroísmo.[5] Es el símbolo de la ascensión espiritual, que la mantiene elevada en las alturas. El Evangelio de Juan, al que Clemente de Alejandría llamó «evangelio espiritual»,[6] es el más profundo, simbólico, contemplativo y teológico de los cuatro y,[6] en tal sentido, el que se eleva sobre los demás. El de Juan es el único evangelio no sinóptico.

Miniaturas extraídas de las Grandes horas de Ana de Bretaña (1503-1508)
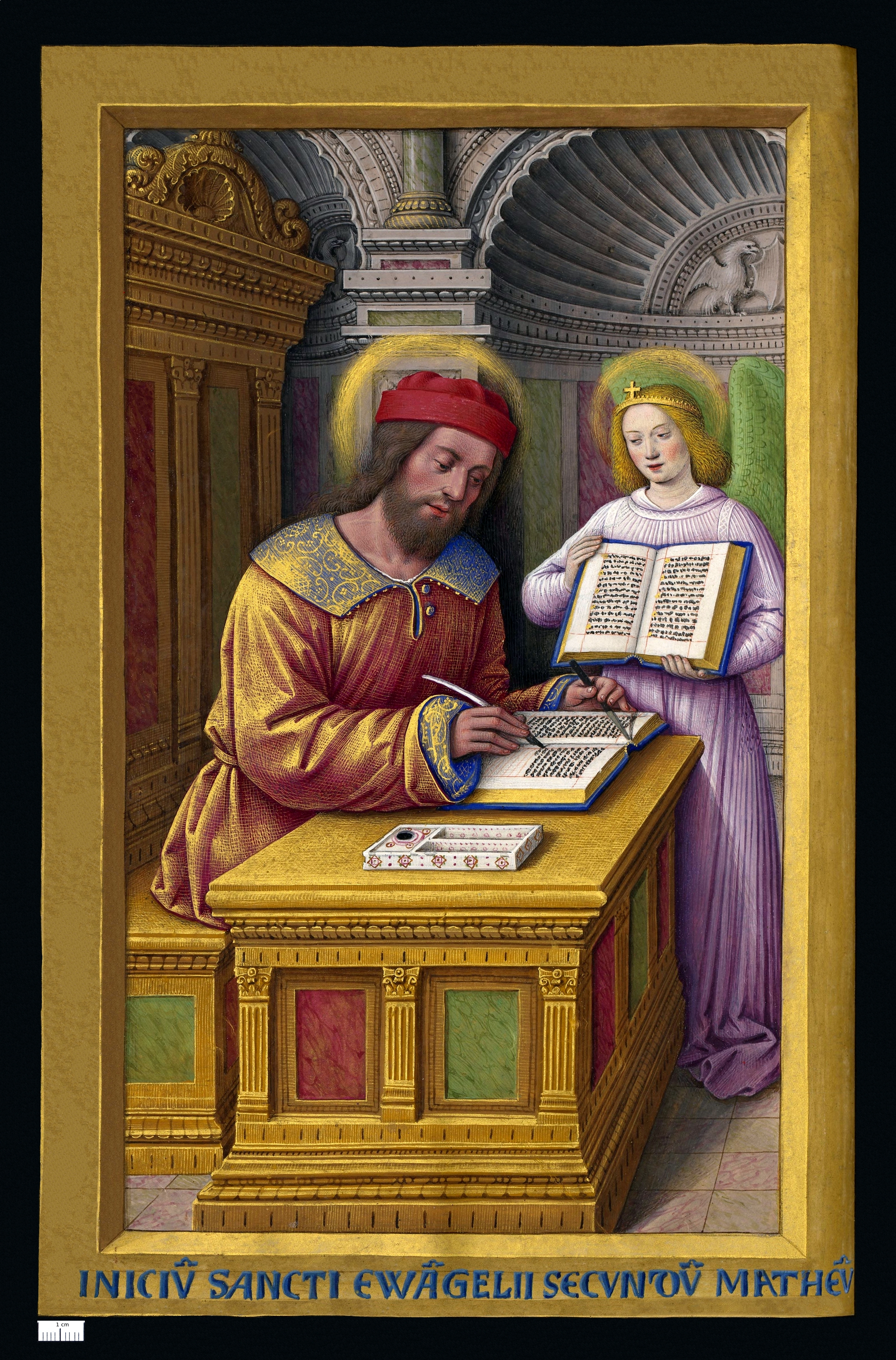
Mateo
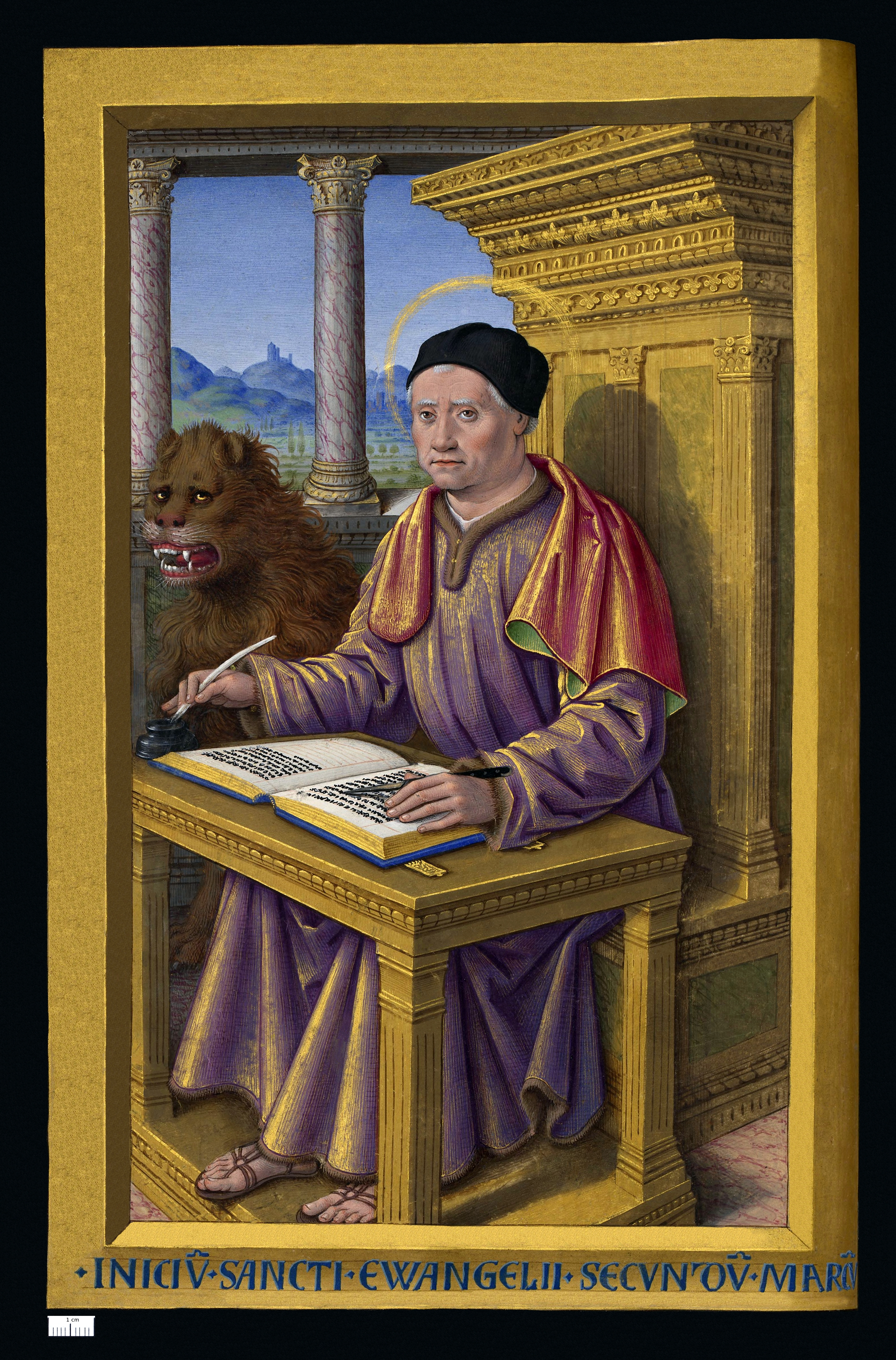
Marcos
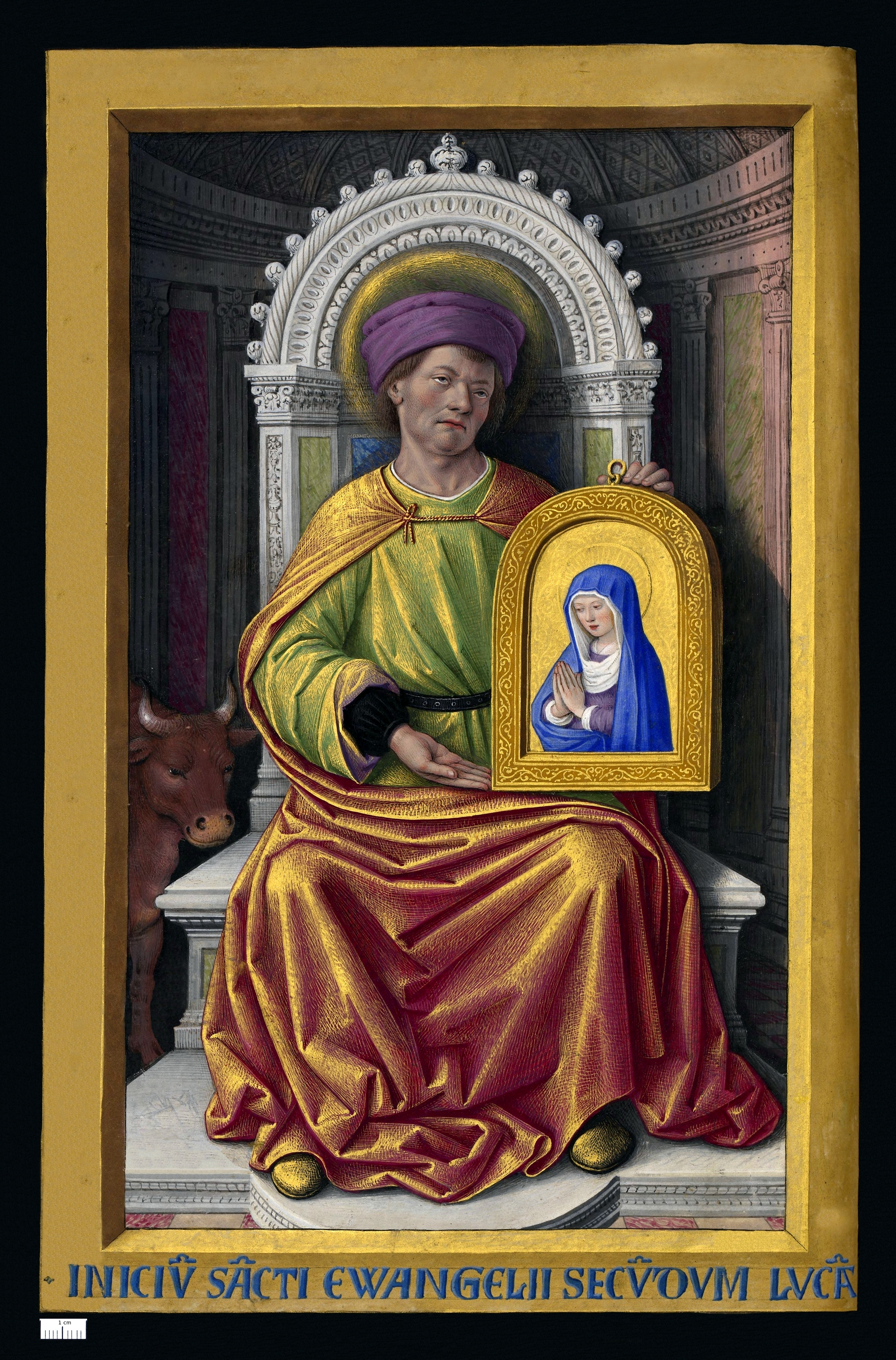
Lucas
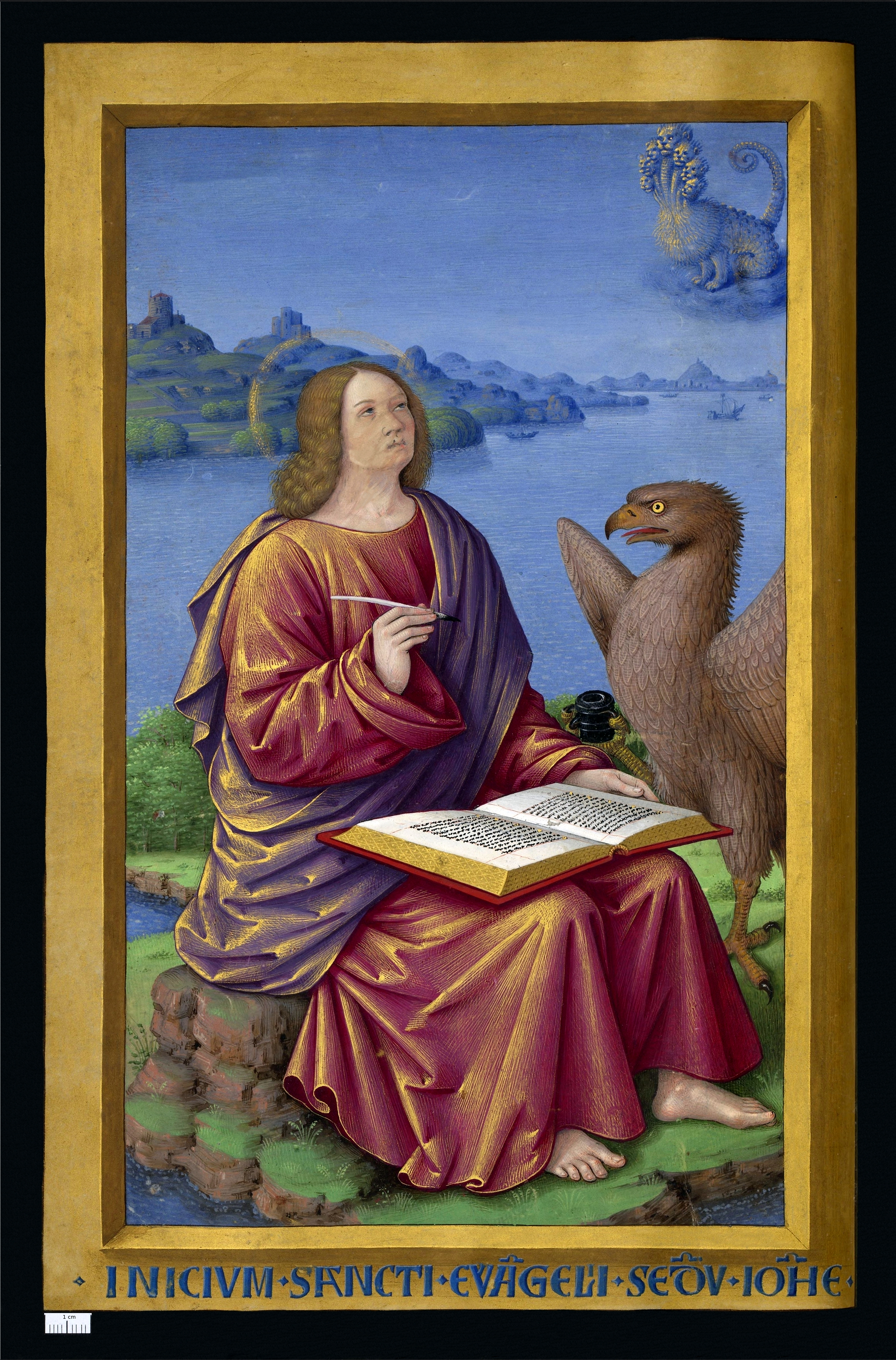
Juan